# 珠兰其其柯
珠兰其其柯（1928年—2011年9月26日），女，蒙古族，辽宁阜新人，中华人民共和国导演。

## 生平
珠兰其其柯生于辽宁省阜新蒙古族自治县的农村。1946年，投身中国共产党的文艺宣传工作，同年加入中国共产党。在第二次国共内战中，她随内蒙古文工团随军赴前线演出。1953年，在抗美援朝战争中，随祖国慰问团到朝鲜，为中国人民志愿军官兵及伤病员慰问演出。
1950年代初，先后入东北鲁迅艺术学院以及中国第一期由苏联专家主讲的中央戏剧学院导演干部班学习。1956年7月，完成导演专业学习任务。毕业后回到内蒙古自治区，历任内蒙古话剧团副团长兼导演、内蒙古电影制片厂副厂长、厂长兼导演、内蒙古文联副主席等职。其间，编导了电影《草原晨曲》（合作）、《李伍海》等电影，以及《包钢专辑》、《红旗插遍内蒙古》等新闻电影纪录片。还曾导演苏联话剧《普拉东·克列切柯》、《青年近卫军》，蒙古语多幕话剧《金鹰》、大型歌剧《鄂伦春新歌》等等。她曾任内蒙古自治区政协第一届委员会委员。
1983年到1991年，历任内蒙古自治区广播事业管理局厅党组书记、副厅长（主持工作）、厅长、总编辑。其间，提出“安全优质建设”、“安全优质播出”、“安全优质服务”这三个口号，并在内蒙古自治区成立40周年之际建成高77米的电视综合大楼（当时为省级最大的电视综合大楼）。同时还建成东到满洲里、西到巴彦浩特、贯穿内蒙古自治区12个盟市42个旗县的3500公里的微波干线。
1991年离休后，为促进蒙古族长调的保护与传承，经过努力推动，1997年5月23日以民间组织的形式在呼和浩特举办全区首届蒙古族长调歌曲研讨会。2000年6月，再度主持召开“全区第二届蒙古族长调歌曲研讨会”。她主编出版《内蒙古长调歌曲研讨会论文集》。经过她和其他人的共同努力，蒙古族长调成功申报为“人类口头和非物质文化遗产代表作”。为此她获得乌兰夫基金会“民族文学艺术杰出贡献者奖”。晚年她还担任中国电视艺术家协会副主席、中国少数民族电影艺术研究会会长。
2011年9月26日，珠兰其其柯在北京病逝。

## 著作
- 《欣慰的回忆》[1]

## 家庭
- 丈夫：布赫，乌兰夫之子，曾任全国人大常委会副委员长。[3]与珠兰其其柯育有一子二女。
- 儿子：青戈
- 长女：布大林
- 次女：布小林